# Isaías Medina Angarita
Isaías Medina Angarita (San Cristóbal, 6 de julho de 1897 — Caracas, 15 de setembro de 1953) foi um político venezuelano, presidente da Venezuela entre 1941 e 1945. 
Ele seguiu o caminho de seu antecessor Eleazar López Contreras e comandou o processo de transição democrática do país.

## Vida
Medina nasceu em San Cristóbal, Venezuela, e se formou na Academia Militar da Venezuela em 1914.  Ele serviu como Ministro da Guerra de 1936 a 1941 sob López Contreras. Em 1943, ele fundou o Partido Democrático Venezuelano. Medina Angarita foi o primeiro presidente venezuelano a viajar para o exterior (em exercício). Primeiro, em 1943 aos países bolivarianos, Colômbia, Equador, Peru, Bolívia e Panamá, e em janeiro de 1944, aos Estados Unidos convidados por Franklin Delano Roosevelt. A visita foi um marco nas relações venezuelano-EUA. Além de ser a primeira vez que um presidente venezuelano (em exercício) visitava os Estados Unidos, no momento em que a viagem foi entendida como uma expressão da aliança da Venezuela com os Aliados que lutavam no Eixo. Durante a administração de Medina, a Venezuela estabelece relações com a China em 1943 e a União Soviética em 1945. Alguns membros do Exército consideraram seu regime presidencial muito liberal, enquanto outros inimigos políticos o acusaram de ser muito conservador, e ambos os lados estiveram envolvidos em um golpe para removê-lo do poder em 18 de outubro de 1945. Medina morreu, aos 56 anos, em Caracas.